# José Antonio Márquez
José María Antonio de la Cruz Márquez (Tegucigalpa, 3 de marzo de 1802 - 26 de marzo de 1832) fue un militar y político hondureño. Héroe de la Batalla de Gualcho y Jefe de Estado de Honduras entre el 12 de marzo de 1831 - 22 de marzo de 1832.
Durante su mandato organizó la Escuela Militar Nacional.

## Biografía
José Antonio Márquez, su madre fue la señora María Antonio Márquez y fue hermano el Presbítero Francisco Antonio Márquez, Provisor de Comayagua.
José María Antonio de la Cruz Márquez, nació el 3 de marzo de 1802 (1792) en la ciudad de Tegucigalpa y falleció el 26 de marzo de 1832 en las vísperas de la Batalla de Jaitique donde fue derrotado el coronel mexicano Vicente Domínguez.
Su lápida tiene una inscripción que dice:
"Aquí yace el genio del Benemérito e inmortal Jefe Supremo, José Antonio Máquez."
Antonio Márquez recibió su educación escolar en la localidad de Texiguat, seguidamente se matriculó en la escuela de gramática latina, a cargo del padre José Antonio Murga, situada en el Cuartel San Francisco. Después recibió su instrucción militar que le llevara a destacarse en la Batalla de Gualcho.
Márquez contrajo matrimonio con la señora María Manuela Díaz con la que procreó una hija Teresa Márquez Díaz, -quien en un futuro sería la esposa del general Joaquín Rivera.
En 1825 fue Diputado a la Asamblea Legislativa, seguidamente en 1829 con el rango de Teniente fue nombrado administrador de Rentas de la ciudad de Tegucigalpa y en el gobierno del general Diego Vigil fue encargado con la misión de pacificador de las revueltas en los pueblos de Olancho, los insurrectos de Opoteca a los cuales venció. Seguidamente fue nombrado secretario del general Francisco Morazán en la primera campaña en El Salvador.
Durante el derrocamiento del gobierno de Dionisio de Herrera, por el Teniente general José Justo Milla, siendo coronel José Antonio Márquez y el general Francisco Morazán logran contrarrestar un ataque en la Villa de San Antonio cercano a Comayagua, por las fuerzas federales al mando del Coronel Hernández, el 29 de abril de 1827. Los patriotas hondureños resultan victoriosos en la hacienda “La Maradiaga” pero estando en diferencia de condiciones y número de soldados, los hondureños llegan a Tegucigalpa para reforzarse.

## Jefatura de Estado
En 1831 se proclamó como Jefe de Estado de Honduras al general Joaquín Rivera, pero como Rivera no había ganado las elecciones no aceptó el cargo, por lo que la Asamblea Legislativa nombró en su defecto, a José María Antonio de la Cruz Márquez como Jefe de Estado, el 12 de marzo de 1831.
Durante su mandato:
- Organizó la Escuela Militar Nacional situada en el Cuartel San Francisco, de la cual el Coronel Narciso Benítez, de origen colombiano y héroe de Batalla del Espíritu Santo, fue el primer director.
- Restableció la Renta del Tabaco, rubro económico de mayor exportación en el siglo XIX.
- Levantó la prohibición de exportar oro y plata.
- Haciendo garantía de la libertad de expresión, se publicó el periódico “El Rayo” de carácter joco-serio.
- Creó la Renta del papel sellado, pólvora, alcabalas y el aguardiente.
- Promulgó la Constitución Política de 1831, la cual no entró en vigencia.

Antes de fallecer, redactó una proclama en la que depositaba la presidencia en manos de José Francisco Milla Guevara, fechado el 22 de marzo de 1832.

### Constitución de 1831
El 9 de abril de 1831 José de la Cruz emitió un decreto para convocar una Asamblea Nacional Constituyente en Comayagua el 1 de agosto. Esta se instaló el 10 de octubre, presidida por José Trinidad Reyes, y tras 18 sesiones aprobaron una Constitución de 114 artículos que fue promulgada el 28 de noviembre de 1831. La misma nunca entró en vigencia debido a los conflictos políticos de 1830-1831, y fue completamente ignorada por los historiadores hondureños. La misma fijaba los límites de las atribuciones del poder estatal y federal y establecía que el Jefe y Vicejefe de Estado pasaría a ser reelegibles.